# Legion Arabski (Syria)
Legion Arabski – ochotnicza antybrytyjska formacja wojskowa złożona z Arabów formowana we francuskiej Syrii z inicjatywy Niemców w 1941 r.
Po wybuchu powstania antybrytyjskiego w Iraku 18 kwietnia 1941 r., władze III Rzeszy poleciły dr. Rudolfowi Rahnowi, swojemu wysłannikowi w randze posła we francuskiej Republice Syryjskiej, doprowadzić do sformowania ochotniczej formacji wojskowej złożonej z miejscowych Arabów. Miała ona być wysłana małymi grupami do Iraku do walki z Brytyjczykami. Miejscem formowania było Aleppo. Zwerbowano kilkuset antybrytyjsko nastawionych Arabów. Większość była ochotnikami, choć części Niemcy wypłacili pieniądze. Formacja została nazwana Legionem Arabskim. Nie podlegał on formalnie żadnym niemieckim organom, choć faktycznie kierowali nim Niemcy. 
Po pewnym czasie pojawiła się koncepcja jego użycia w Syrii do prowadzenia antybrytyjskich akcji dywersyjnych. Legion nie zdążył jednak wziąć udziału w walkach, gdyż w czerwcu 1941 r. wojska brytyjskie weszły na terytorium Syrii, co doprowadziło do jego rozformowania. Rudolf Rahn zbiegł na północ Syrii, a następnie wyjechał do Niemiec.